# Пожва
По́жва — посёлок (в 1940—2002 гг. — посёлок городского типа) в Пермском крае России. Входит в Юсьвинский район (муниципальный округ) Коми-Пермяцкого округа.

## География
Населённый пункт расположен на берегу Камского водохранилища в месте впадения реки Пожвы, по которой посёлок получил своё название. В 170 км к югу располагается краевой центр город Пермь.

## История

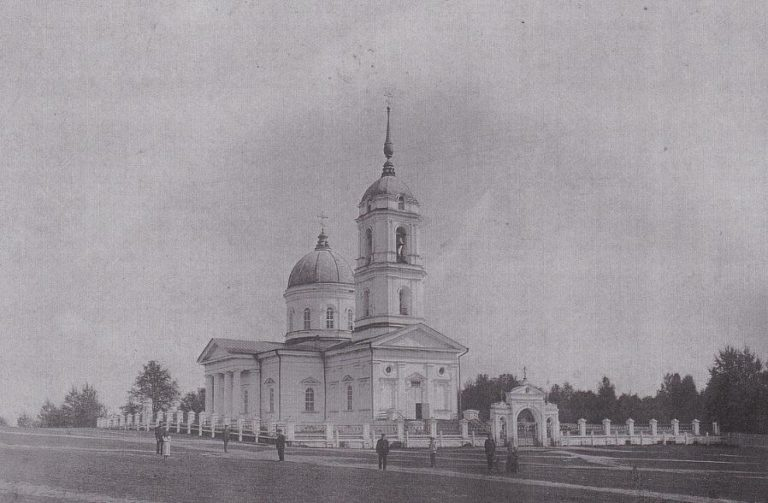
Свято-Троицкая церковь в Пожве, начало XX века

Дату появления первых жителей на этом месте установить трудно. В устье реки находились две небольших деревни Усть-Пожва и Верх-Пожва. После открытия железных руд в этом месте в середине XVII века начинается строительство железоделательного завода, одновременно растёт население деревень, которые в 1715 году получают единое название Пожва.
Официально годом основания посёлка считается 1754 год. Бароном Николаем Григоровичем Строгановым в 1756 году был построен Пожевский чугуноплавильный и железоделательный завод. После его смерти в 1758 году его средний сын Сергей унаследовал Пожевской завод. Наследники С. Н. Строганова продали завод сенатору Всеволоду Алексеевичу Всеволожскому. В 1794 году началось строительство вспомогательного Елизавето-Пожевского железоделательного завода.
В 1811 году архитектор П. Д. Шрётер разработал «План заводского и сельского строения».
Во время Отечественной войны 1812 года, спасаясь от французов, подходивших к Москве, здесь поселился следующий владелец, Всеволод Андреевич Всеволожский. Он жил здесь до осени 1817 года. В Пожве им были построены камские пароходы, проведены первые опыты получения ковкого металла по способу пудлингования.
26 июля 1940 года Пожва была наделена статусом посёлка городского типа (рабочего посёлка).
В 2002 году посёлок городского типа был преобразован в сельский населённый пункт (посёлок).

## Население
| 1959 | 1970  | 1979  | 1989  | 2002  | 2010  | 2021  |
| ---- | ----- | ----- | ----- | ----- | ----- | ----- |
| 7731 | ↘5374 | ↘5136 | ↘4944 | ↘3826 | ↘3131 | ↘2420 |

## Достопримечательности
- Пожвинский парк и пруд

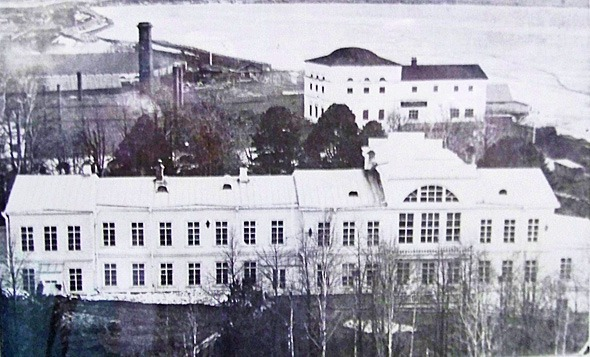
Дом В. А. Всеволожского

- Памятники жертвам гражданской войны и участникам Великой Отечественной войны
- Здание Свято-Троицкой церкви (ныне Свято-Духовская, 1847—1865 гг., построена на средства А. В. Всеволожского)
- Здания и сооружения старого завода: цех, плотина, дом заводовладельца (1812—1817 гг., архитектор П. Д. Шрётер)

## Экономика
- Пожвинский машиностроительный завод (ликвидирован в 2015 году[16]).
- Завод «Лесосплавмаш» по производству оборудования для лесосплавных работ/

## Люди, связанные с посёлком
- Балашов Сергей Михайлович, народный артист РСФСР[17]
- Зеров Николай Петрович, старший механик теплоходе «Вильгельм Пик», ныне «Павел Бажов», Герой Социалистического Труда[18]
- Назукин, Иван Андреевич (1892—1920) — один из руководителей большевистского подполья в годы Гражданской войны в Крыму. Народный комиссар просвещения Крымской ССР. Расстрелян белыми.[19]
- Турантаев, Владимир Владимирович (1912—1978) — советский военачальник, генерал-полковник. Родился в Пожве.